# Hoko žlutozobý
Hoko žlutozobý (Crax fasciolata) je hrabavý pták z čeledi hokovitých, jehož habitatem jsou tropické a subtropické lesy střední části Jižní Ameriky. Jedná se o jednoho z nejčastěji chovaných zástupců hoků v zoologických zahradách po celém světě. 

## Systematika a rozšíření
Druh poprvé popsal Johann Baptist von Spix v roce 1825. Vyskytuje se ve třech poddruzích s následujícím rozšířením:
- C. f. fasciolata Spix, 1825 – střední a jihozápadní Brazílie, Paraguay, severovýchodní Argentina
- C. f. pinima Pelzeln, 1870 – severovýchodní Brazílie (někdy považován za samostatný druh[3][4])
- C. f. grayi Ogilvie-Grant, 1893 – východní Bolívie

## Popis
Jedná se o statného ptáka dosahujícího délky 82–92 cm. Samec a samice se vzhledově liší. Opeření samce je na horní části těla tmavé s jemným olivově zeleným odleskem. Jeho tváře jsou neopeřené, takže je viditelná nažloutlá barva kůže. Spodina je bílá. Zobák samce je šedý, mírně zduřelé ozobí sytě žluté. Chocholka má černou barvu.
Samice má černou hlavu, krk a horní část šíje. Hruď je černá s bílými proužky. Zbývající horní části těla jsou zelenavě černé s jemným příčným bílým či okrovým pruhováním. Černý ocas má bílý či okrový konec. Břicho je žluté či okrové, kůže ve tvářích jsou černé. Samičí zobák je šedý. Chocholka je bílá s černými konečky.

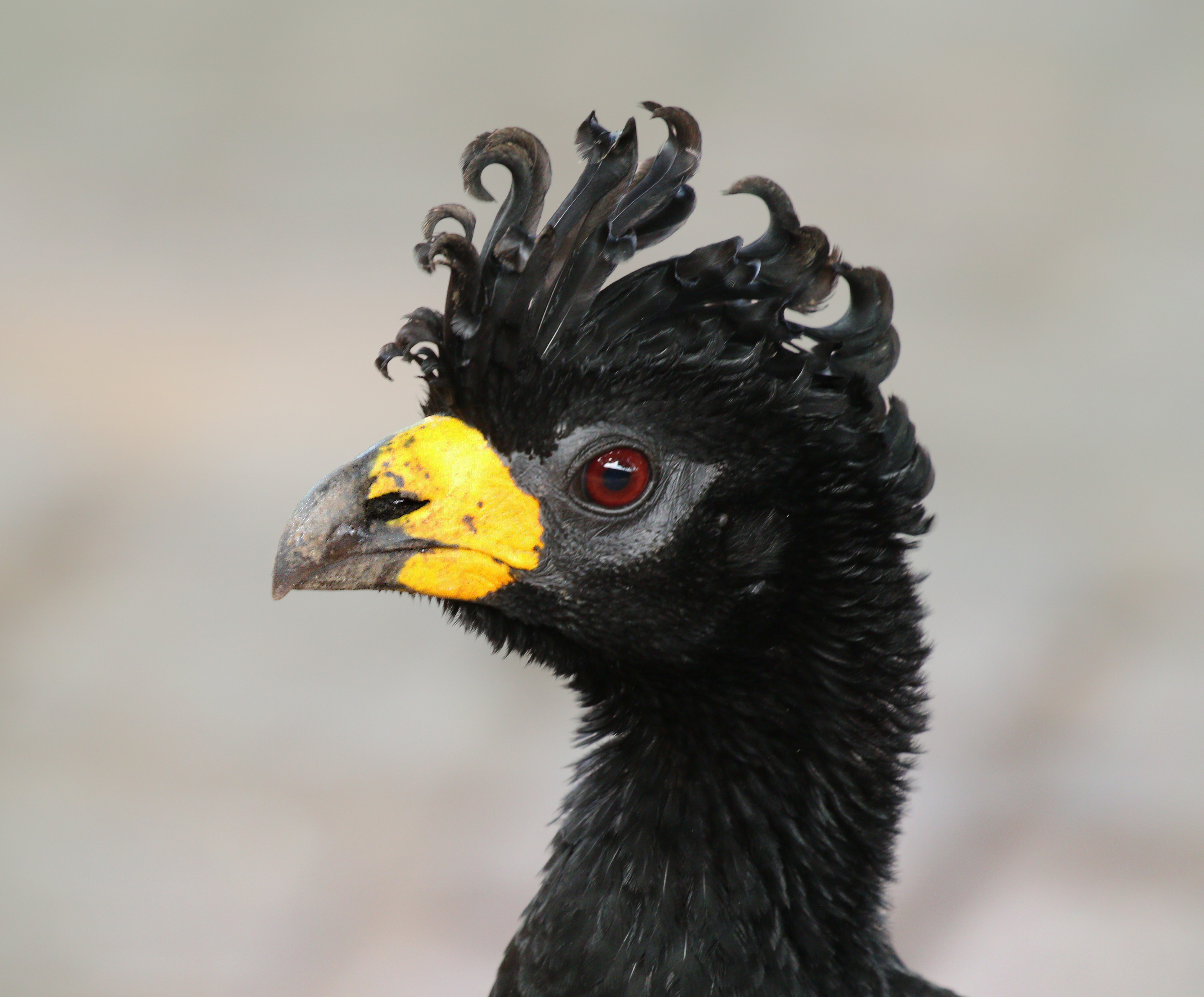
Hlava samce
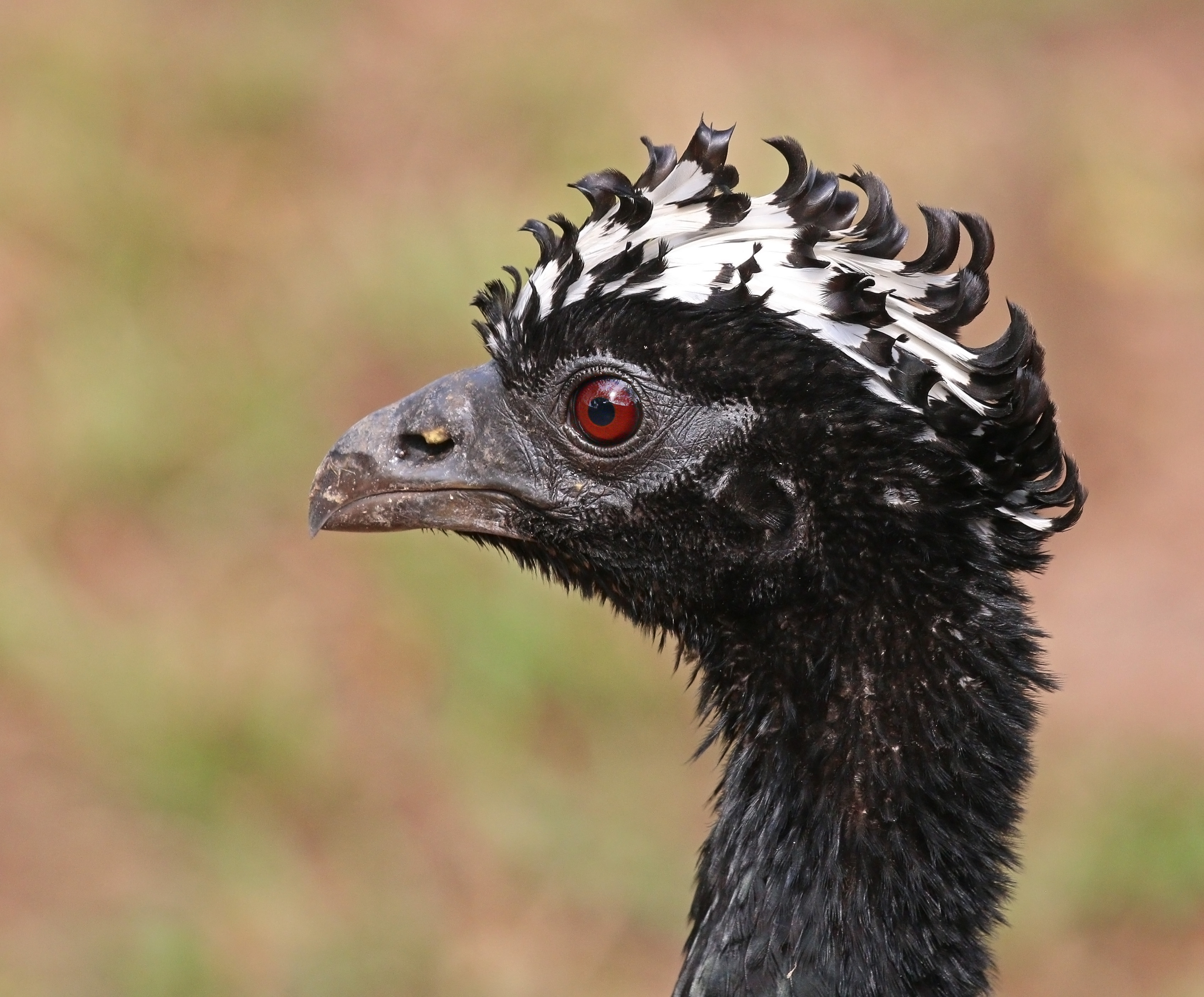
Hlava samice

## Biologie
Druh obývá nížinaté vlhké i suché lesy pralesovitého typu v subtropickém a tropickém podnebném pásu. Vyskytuje se i v jižní části Amazonského pralesa, v pantanalu a cerradu.
Živí se hlavně ovocem, avšak sezobne i semena, květy a bezobratlé živočichy. Krmí se především na zemi; v místech svého rozšíření hraje důležitou roli roznašeče semen. Žije převážně samotářským životem, i když samci se někdy sdružují do nepočetných hejn.

## Status
Hoko žlutozobý zaznamenal od 2. poloviny 20. století rapidní úbytek habitatu následkem kácení pralesů a lovu. Zvláště nominátní poddruh fasciolata je silně ohrožen brazilskými lovci. Mezinárodní svaz ochrany přírody hodnotí hoka žlutozobého jako zranitelný druh.
Brazilská Nadace Crax (Fundação Crax) chová hoky žlutozobé v zajetí, odkud je po odchovu vypouští zpět do volné přírody. Jedná se o jednoho z nejčastěji chovaných zástupců hoků v zoologických zahradách po celém světě. Odchov mláďat se podařil mj. v Německu, Belgii a Francii.